# Luis Ignacio Ayala
Luis Ignacio Ayala Hernández (12 de enero de 1978, Los Mochis, Sinaloa) conocido como “El Chicote”, fue un lanzador de béisbol mexicano, que jugó profesionalmente las Liga Mexicana de Beisbol y Liga Mexicana del Pacífico, en México para 4 equipos y en ligas menores y Grandes Ligas en Estados Unidos para 8 equipos, varias de esas veces en sucursales y otras en grandes Ligas. Jugó el clásico Mundial de Béisbol 2006, donde se lesionó el codo que lo mantuvo inactivo varios meses. También jugó Serie del Caribe representando a México. Bateaba y lanzaba con la mano derecha y mide 1,88 m y pesaba 86 kg. Luis Ignacio es el primer lanzador mexicano derecho con más de 500 partidos en la historia de las ligas mayores, y el tercero siguiendo al veracruzano Ricardo Rincón con 565, y al también sinaloense Dennys Reyes con 673. En últimos años maneja y entrena equipos infantiles de la Selección Mexicana sub-10. Lucho por derechos laborales de beisbolistas en la LMP.

## En México

### Liga Mexicana de Verano. Antes de Grandes Ligas
En la Liga Mexicana de Verano jugó 11 temporadas para 394 juegos para un récord de 40-39 en ganados y perdidos, para un 3.53 de efectividad, para 145 juegos salvados (décimo lugar de todos los tiempos) y 311 ponches. .
Saraperos de Saltillo. El 4 de junio de 2017, Ayala firmó con los Saraperos de Saltillo. Fue liberado el 18 de enero de 2018. En 14 juegos y 12 entradas de relevo, tuvo problemas para terminar con marca de 0-2 y efectividad de 6.00 con 11 ponches. 
A los 19 años, inició su carrera pues se contrató con los Saraperos de Saltillo, con quien estuvo 3 temporadas, en 1997, como lanzador de relevo hasta 1999. Se fue en 1999 a Estados Unidos por 3 años a un equipo sucursal de los Rockies de Colorado y volvió al equipo en 2001, pero se volvió a ir por 12 años del 2002 al 2014, regresó a México a otros equipos y luego con Saraperos en 2017 y 2018. De sus 5 años en el equipo, participó en 65 juegos con marca de 10-3 y promedio de 2.92 en carreras limpias. 

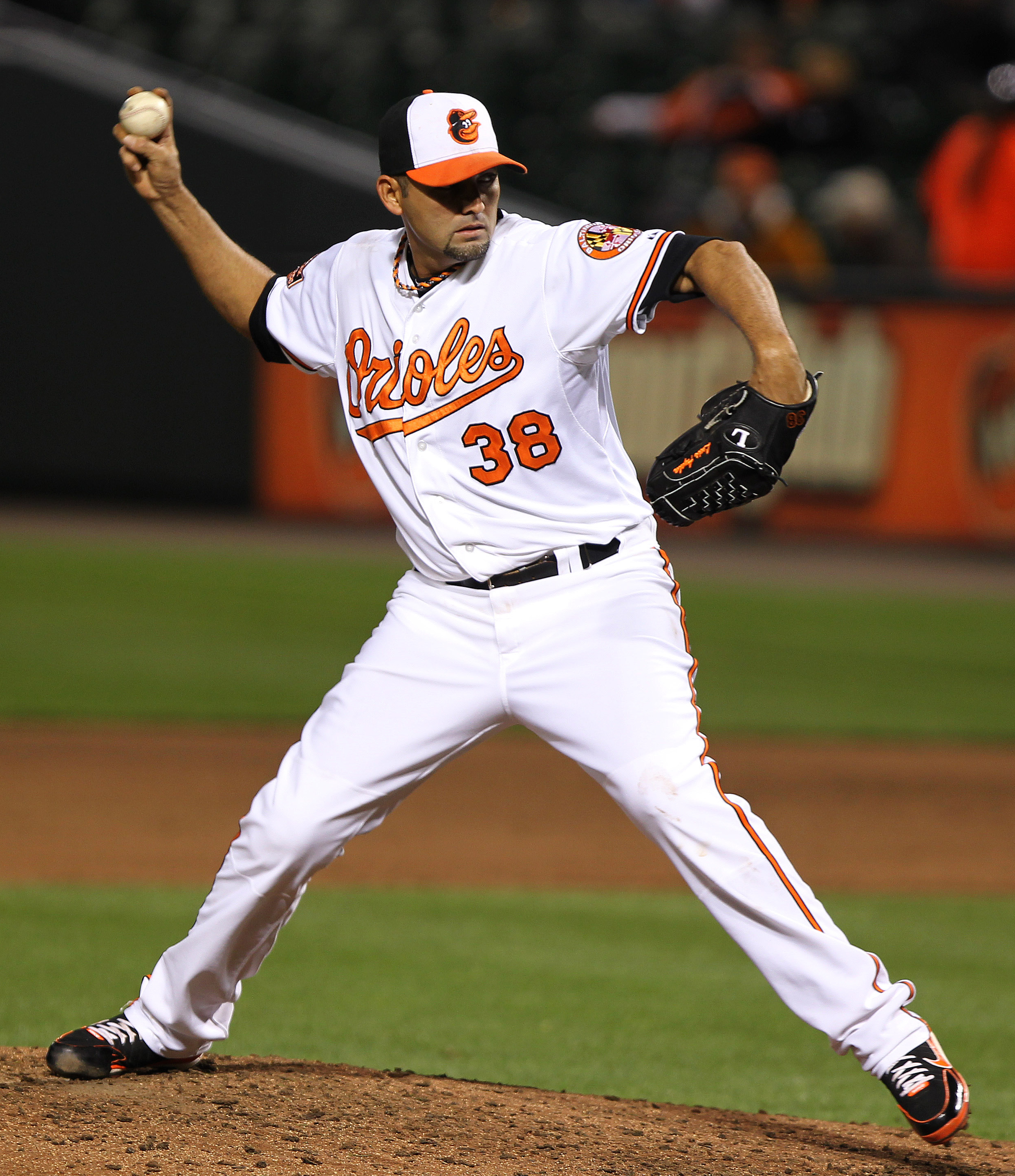
Luis Ignacio Ayala lanzando para Orioles

### Liga Mexicana de Verano. Después de Grandes Ligas
Estuvo cuatro años con 4 equipos. Olmecas, Diablos, Saraperos y Bravos. 
Olmecas de Tabasco. El 15 de julio de 2014, firmó Ayala para Olmecas, donde jugó 8 juegos 10 entradas de relevo, tuvo marca de 0-0 con efectividad de 1.80 con 9 ponches y 4 salvamentos. En 2015 apareció en 51 juegos y 61.2 entradas de relevo, tuvo marca de 7-4 con efectividad de 2.04 con 56 ponches y 17 salvamentos. En 2016 apareció en 25 juegos y 29 entradas de relevo, tuvo marca de 3-3 con efectividad de 3.41 con 15 ponches y 6 salvamentos. El 29 de junio de 2016, Ayala fue cedido a los Diablos Rojos del México
Diablos Rojos del México. En 2016 apareció en 14 juegos y 14 entradas de relevo con marca de 0-3 y efectividad de 3.21 con 8 ponches. En 2017 apareció en 3 juegos y 2 entradas de relevo, quedando 0-0 con una efectividad de 4.50 y 2 ponches. Fue liberado el 17 de abril.
Bravos de León. El 22 de marzo de 2018, firmó con los Bravos de León. En 7 juegos y 5.1 entradas de relevo, tuvo problemas importantes y tuvo marca de 0-1 con efectividad de 11.81 con 8 ponches y 1 salvamento. Fue liberado el 20 de abril de 2018.

### Liga Mexicana del Pacífico
Luis Ignacio Ayala, jugó 12 temporadas en 4 equipos de la Liga Mexicana del Pacífico para 258 juegos, para 15-14 entre ganados y perdidos, para un 3.05 de efectividad, 69 juegos salvados para ser el séptimo lugar en todos los tiempos y segundo en ponches.
Inició con el equipo de Cañeros de Los Mochis en 1997, donde estuvo hasta el 2001; de ahí pasó a Tomateros de Culiacán por 4 años desde el 2001 al 2005 y el 2009-2010 y posteriormente se convirtió en Caballero Águila con el club de Mexicali, donde picheó parte de la temporada 2010-2011. Luego fue cambiado a los Yaquis de Ciudad Obregón, 2011-2013 con los que ha sido campeón tres veces.
Luis Ignacio ha organizado y luchado por el derecho de los beisbolistas en la LMP  , a la cual demandó en busca de un bono prometido por los directivos de Yaquis, si lograban e campeonato, asunto que lograron, pero no se os pagaron.
La demanda la ganó ante por la autoridad laboral, pero con ello obtuvo la venganza de los directivos, lo cual retuvieron su contrato de la temporada 2013-2014, impidiendo que jugara en cualquier otro equipo. Volvió a demandar y volvió a ganar por lo que le tuvieron que pagar los salarios y prestaciones de la de ese año.
Eso ocasionó controversia todavía 10 años después, por lo que ofreció comprar el equipo de Yaquis, en 2024, asunto que no progresó.

## En Estados Unidos
Tuvo un récord de 38-47 en ganados y perdidos para un 3.34 carreras admitidas, en 534 juegos, 367 ponches, y 19 juegos salvados, donde tuvo dos ciclos. Estuvo en ligas menores y Ligas Mayores. El primero (1999-2001) con un equipo sucursal de Rockies, nivel A, y la segunda por 12 años, del 2002 al 2014 con en 12 equipos: Expos/Nacionales (2003-2008, 2014), Mets (2008), Mellizos (2009), Marlins, (2009) Dodgers (2009), Diamondbacks (2010), Rockies (2010), Yankees (2011), Orioles (2012), Bravos (2013) y Azulejos (2014).

### Ligas menores
Estuvo en ligas menores en 2008, 2009, 2012, y 2013, y 2014, en equipos de sucursales con Rockies en 1999-2001 en liga nivel A; en 2002, en tripe A, con Otawa Linx sucursal de Expos. Con sucursal de Dodgers en 2009-2010, con los Isótopos de Albuquerque, en triple A. En 2010 con sucursal de Rockies en ligas menores. En 2010 con Yankees en Ligas Menores. Con Orioles en 2013 en ligas menores. Con Bravos en 2013 en ligas menores. Con sucursal de Azulejos en 2014, en triple A los Buffalo Bissons. No jugó 2006 por lesión en codo.
Expos de Montreal / Nacionales de Washington. Fue comprado a Saltillo en 2002, por los Expos de Montreal, donde fue enviado a la sucursal de Triple A  los Ottawa Lynx. Al final de la temporada de 2002, fue vendido a los Diamondbacks de Arizona, pero dos meses después regresó a los Expos como selección de la Regla 5.

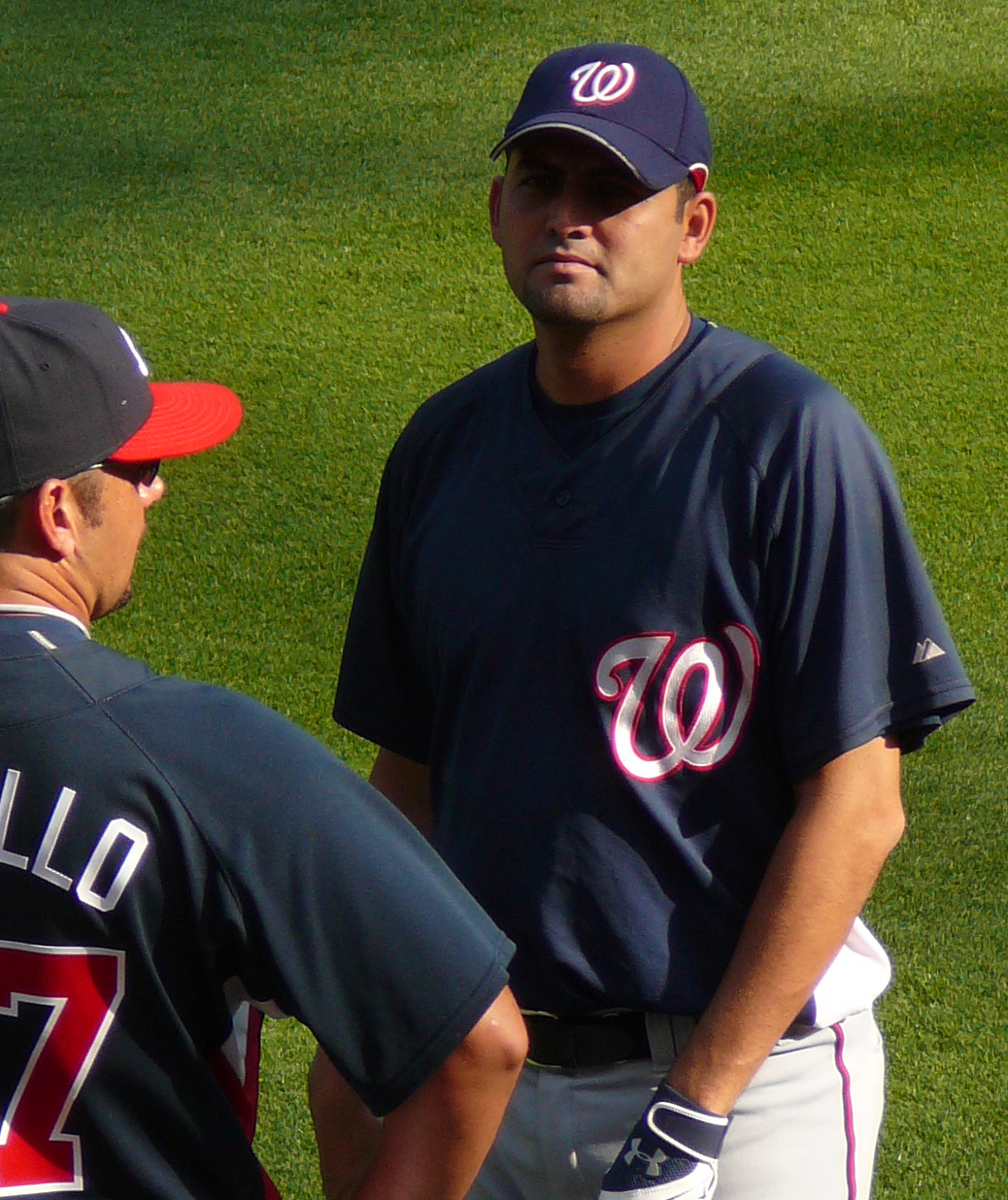
Luis Ignacio Ayala jugando para Washington

En 2006 se sometió a cirugía tipo Tommy John el 30 de marzo de 2006 quedando fuera de toda la temporada 2006. 
Volvió Ayala con los Nacionales al inició de la temporada 2007 pero en la lista de lesionados que después de trabajar ocho juegos de rehabilitación en las menores, donde permitió una carrera en 9-2/3 entradas, fue llamado de nuevo a las mayores.
Mets de Nueva York. En agosto de 2008 , Ayala fue traspasado a los Mets de Nueva York porque quería un cambio de aires, debido a problemas personales. Los Mets enviaron a Anderson Hernández para completar el trato el 22 de agosto de 2008, por lo que Ayala registró su primer salvamento con los Mets en una victoria 3-0 sobre los Astros de Houston .En 19 juegos para los Mets, Ayala tuvo una efectividad de 5.50.
Dodgers de Los Ángeles. Ayala firmó un contrato de ligas menores con los Dodgers de Los Ángeles el 16 de diciembre de 2009. Fue asignado a los Isótopos de Albuquerque de la Triple-A para comenzar la temporada. Lanzó en 14 juegos para los Isótopos, principalmente como cerrador. Tuvo un récord de 1-3 con una efectividad de 4.50 y cuatro salvamentos. Los Dodgers lo liberaron el 17 de mayo del 2010 después de ejercer una cláusula de rescisión en su contrato.
Diamondbacks de Arizona. El 20 de mayo de 2010, Ayala firmó un contrato de ligas menores con los Diamondbacks de Arizona . El 16 de julio de 2010, Ayala fue liberado por la organización de los Diamondbacks.
Montañas Rocosas de Colorado. El 27 de agosto de 2010, Ayala firmó un contrato de ligas menores con los Rockies de Colorado . El 22 de noviembre de 2010, Ayala se convirtió en agente libre de ligas menores.
Yankees de Nueva York. El 9 de febrero de 2011, Ayala firmó un contrato de ligas menores con los Yankees de Nueva York . El 30 de marzo se anunció que Ayala había sido agregado al roster del día inaugural. 
Azulejos de Toronto. Posteriormente ejerció una opción de rescisión en su contrato con los Orioles y firmó un contrato de ligas menores con los Toronto Blue Jays el 6 de junio de 2014.  Fue activado por los Buffalo Bisons de Triple-A el 8 de junio y liberado el 4 de julio y vendido a Olmecas de Tabasco

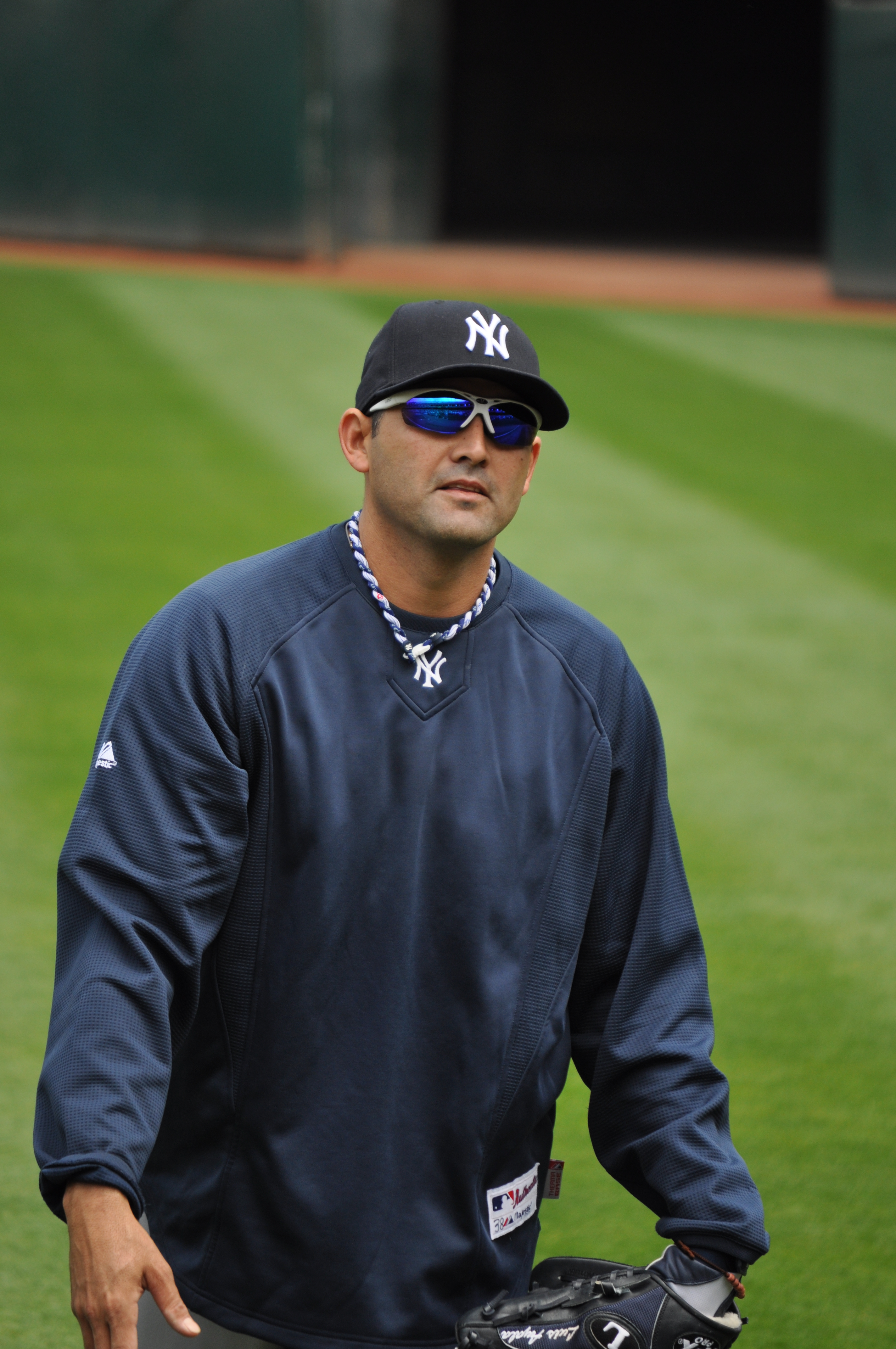
Luis Ayala, antes de iniciar contra Oakland

Posteriormente ejerció una opción de rescisión en su contrato con los Orioles y firmó un contrato de ligas menores con los Toronto Blue Jays el 6 de junio de 2014.  Fue activado por los Buffalo Bisons de Triple-A el 8 de junio y liberado el 4 de julio y vendido a Olmecas de Tabasco

### Ligas Mayores
Estuvo en 6 temporadas. 2003-2006, 2011-2012.
Expos. Debutó en las Grandes Ligas el 31 de marzo de 2003 con Expos contra Bravos de Atlanta, trabajando dos entradas de relevo y permitiendo una carrera y cuatro hits. Obtuvo con ellos 10 victorias como relevista esa temporada logrando un segundo lugar en la MLB. Estuvo con Expos/Nacionales del 2003 al 2005, logrando esos 3 años, unos 70 juegos por año para una efectividad de 2.75, donde lideró en la Liga Nacional con 62 retenciones. En 2004 ocupó el octavo lugar en apariciones con 81. Regresó con los Nacionales el 22 de junio de 2007, lanzando 2/3 de una entrada y sin permitir carreras y un hit. En esa temporada, tuvo marca de 2-2 con 6 retenciones, un salvamento y una efectividad de 3.19 en 44 apariciones. En 2008, Ayala lanzó en 62 juegos para los Nacionales, con marca de 1-8 y una efectividad de 5.77. Segunda etapa con los Nacionales. El 7 de febrero de 2014, Ayala firmó un contrato de ligas menores con los Nacionales de Washington.
Clásico Mundial de Béisbol. Participó con el equipo de México en Clásico Mundial de béisbol 2009 y 2006, donde se lesionó el codo en el último lanzamiento de un juego.
Mellizos de Minnesota. El 18 de febrero de 2009 , Ayala firmó un contrato de un año con los Mellizos de Minnesota, pero fue liberado porque no estaba contento con su papel en el equipo el 2 de julio. El mánager de los Mellizos, Ron Gardenhire, dijo de Ayala: "Cuando entras a mi oficina y me dices que no te gusta tu papel, y él habló sobre su contrato para el próximo año, me pierdes allí mismo. No me ocupo de eso. Estamos hablando de ganar ahora. Es por eso que él está fuera de la puerta y otro chico está allí para lanzar. Y no es porque sea un mal tipo. Sus teorías son un poco diferentes ".

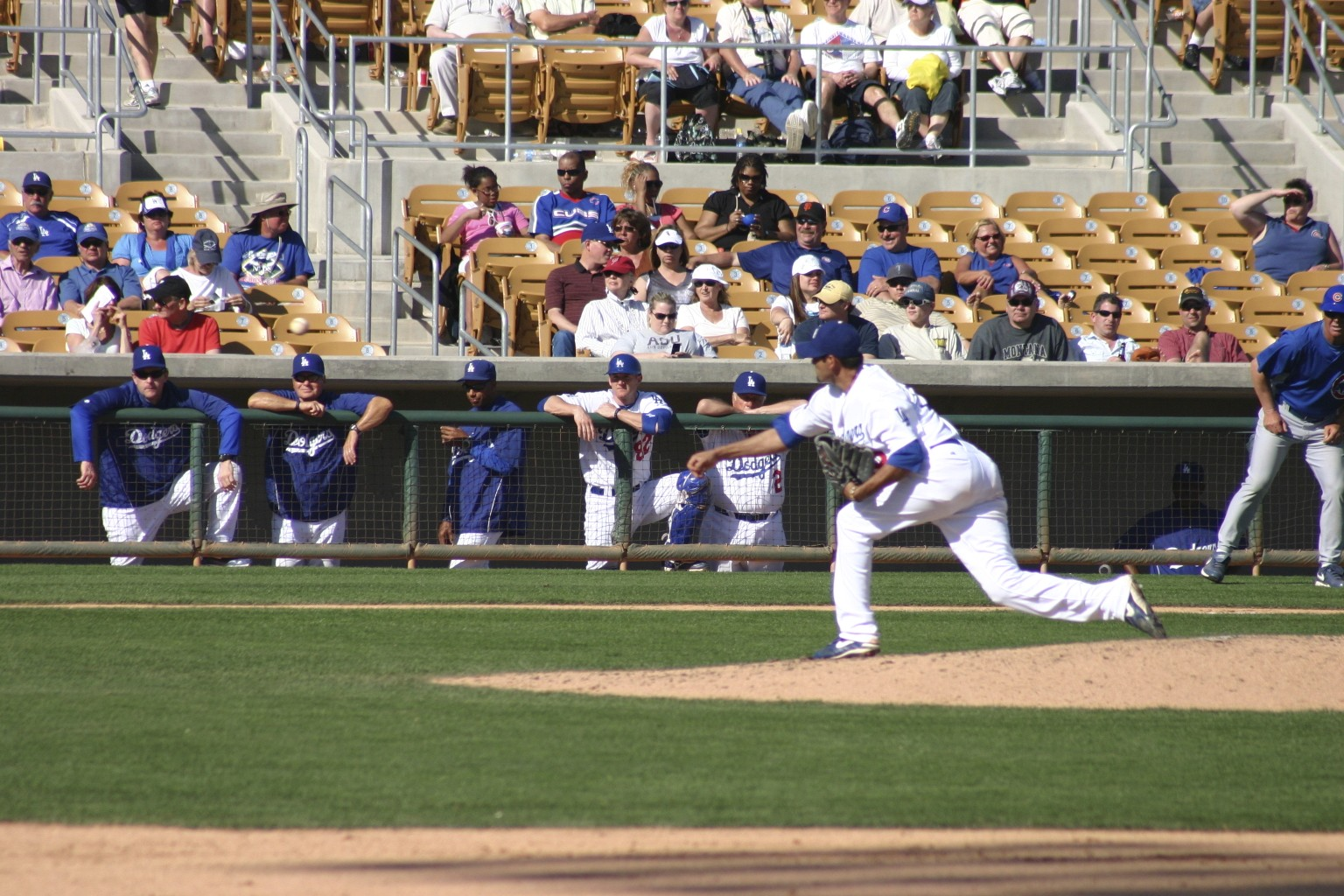
Luis Ignacio jugando para Dodgers

Marlins de Florida. El 3 de julio de 2009, firmó un contrato de ligas menores con los Marlins de Florida. Fue agregado a la lista de las ligas mayores el 12 de julio. Ayala fue designado para asignación el 31 de agosto. En 10 apariciones, Ayala tuvo marca de 0-3 con una efectividad de 11.74. Después de ser designado agente libre, Ayala dijo sobre los Marlins: "Fue terrible lo que hicieron. No sé por qué me llamaron si iban a hacer esto. Creo que es una falta de respeto. Sé que es un negocio, pero para mí, es algo que han manejado mal".
Orioles de Baltimore. El 10 de febrero de 2012, firmó un contrato de un año de Grandes Ligas con los Orioles de Baltimore. El 29 de octubre, los Orioles anunciaron que tenían la intención de ejercer su opción de club sobre Ayala por un valor de $1 millón. Ayala habría ganado $1 millón por la rescisión si los Orioles no hubieran ejercido la opción. Segunda etapa con los Orioles. Los Nacionales le otorgaron su liberación el 19 de marzo y volvió a firmar con los Orioles el 20 de marzo del 2014.
Bravos de Atlanta. El 10 de abril de 2013, Ayala fue traspasado a los Bravos de Atlanta por el prospecto de ligas menores Chris Jones. Se convirtió en agente libre después de la temporada. La última aparición en grandes ligas fue el 29 de septiembre de 2013, para los Bravos de Atlanta.

## Últimos Años
Luis Ignacio, se ha dedicado a una academia de Béisbol de alto rendimiento en Mochis, por la que ya ha llevado y dirigido a la Selección Mexicana a competir en los Juegos Panamericanos sub-10. En 2020 , a sus 42 años, lanzó para un equipo en la liga sinaloense Clemente Grijalva

## Reconocimientos
- Luis Ignacio Ayala con Saraperos, junto con José Juan López de Reynosa, tienen el récord de más rescates en una temporada con 41, y lo logró en 1999, siendo el primer pitcher en la historia de la LMB en llegar a esta cifra.
- Es el primer lanzador derecho con más de 500 juegos lanzados en Grandes Ligas (534).
- Es el líder de salvamentos en Serie del Caribe. (entre ellas 2009, 2011, 2012, 2013)
- Es el líder de salvamentos en postemporadas en la Liga Mexicana del Pacífico.
- No tuvo error alguno en 474 partidos. Tuvo uno en 500, en su juego 26, en 2003, su primer año en la Liga.
- En Mochis una academia de béisbol lleva su nombre y un equipo en la liga Clemente Grijalva.
- En 2024 fue precandidato al Salón e la Fama del Béisbol Mexicano.[10]